# HMS Onyx (S21)
Pour les autres navires du même nom, voir HMS Onyx.
Le HMS Onyx est un sous-marin de classe Oberon de la Royal Navy.

## Histoire
Le premier voyage de l’Onyx est une visite à Swansea pour la venue du Charles de Galles. Il prend part aussi aux célébrations du bicentenaire des États-Unis d'Amérique en 1976.
L’Onyx est le seul sous-marin à propulsion non nucléaire de la Royal Navy à prendre part à la guerre des Malouines. Il se déplace avec une chambre de plongée spéciale de 5 hommes et entièrement équipée de 10 torpilles Mk 24, 2 Mk 20 et 11 Mk 8. Le déplacement plus petit de l’Onyx par rapport aux sous-marins nucléaires le rend idéal pour débarquer des unités SBS dans les îles dans des eaux peu profondes. Au cours d’une de ces missions, il heurte un pinacle non cartographié alors qu’il est immergé à 46 mètres et subit des dommages mineurs à sa proue. D'autres allégations portent sur le fait que l'une des deux torpilles lancées par un Grumman S-2 Tracker de l’ARA Veinticinco de Mayo opérant à 70 milles nautiques au large de la côte argentine fut perdue. Le Tracker S-2 détecte deux fois des traces sous-marines et électroniques et un contact MAD les 5 et 6 mai alors qu’il cherche l’ARA Alférez Sobral qui est hors de contact après avoir été touché par des missiles Sea Skua lancés par des hélicoptères Lynx. Contrairement à certaines informations, après l’annulation de l'opération Mikado par les Britanniques, on n’a jamais envisagé d’utiliser l’Onyx pour débarquer le SAS afin de détruire le stock de missiles Exocet restant en Argentine. Avant que le sous-marin soit endommagé, le SBS avait été embarqué pour attaquer un aérodrome continental, mais cette opération avait également été annulée.
Après la guerre, l’Onyx coule la carcasse du navire de débarquement Sir Galahad avec une torpille Mk 8 après avoir tiré au Mk 24 Tigerfish, le deuxième Tigerfish après un délai de dix minutes, sur l'épave ; les deux échouent à exploser, probablement en raison de défauts de la batterie. Le Sir Galahad avait été irrémédiablement endommagé lors d'un raid de la Force aérienne argentine lors du raid aérien sur Bluff Cove.
Les coupes dans le budget de la défense du Royaume-Uni poussent la Royal Navy à se passer de ses sous-marins diesel pour se concentrer sur les sous-marins d’attaque nucléaire. En 1991, l’Onyx est désarmé de la marine. Il est ensuite restauré par le Warship Preservation Trust et exposé au public aux côtés de plusieurs autres navires à Birkenhead.
En mai 2006, l’Onyx est vendu à l’homme d’affaires de Barrow-in-Furness, Joe Mullen, pour un montant estimé à 100 000 livres sterling en guise de « cadeau aux habitants de Barrow ». Il quitte Birkenhead le 13 juin 2006 pour former la pièce maîtresse du Centre du patrimoine sous-marin, un nouveau musée patrimonial situé à Barrow-in-Furness, en Cumbrie, pour célébrer l’histoire de la construction de sous-marins.
Après que le musée des sous-marins est endetté, il est récupéré par une société de liquidation inconnue en tant qu’actif financier, pour être vendu à la casse. Une petite fête à bord du HMS Exploit a lieu en reconnaissance de sa contribution au moment de la guerre froide et de la guerre des Malouines. Le 30 avril 2014, il part de Barrow et accoste à Rosneath en raison de l'incertitude persistante quant à la possibilité de conserver au moins une partie de l’Onyx. Le 18 juillet 2014, il reste dans le Gare Loch. Il est démantelé à Rosneath plus tard dans l'année.